# Due (film)
Due (Dvoje) è un film del 1961 diretto da Aleksandar Petrović.